# Joanna
Joanna, nome artístico de Maria de Fátima Gomes Nogueira (Rio de Janeiro, 27 de janeiro de 1957), é uma cantora, compositora e multi-instrumentista brasileira. Como compositora, assinou dezenas de canções, algumas gravadas por grandes nomes como Cauby Peixoto, Angela Maria, Simone e Emílio Santiago.

## Biografia
Nascida e criada no bairro do Méier, no subúrbio carioca, é filha do violonista Joaquim, e da dona de casa Marietta, que também gostava de cantar em reuniões familiares. Desde a infância escrevia canções e poemas. Aos doze anos ganhou de presente um violão do pai, e foi matriculada numa escola de instrumentos musicais. Seu irmão a incentivava a compor e cantar, e mesmo sem ser profissional, se interessava por música e a ensinou os primeiros acordes de violão. Sua irmã preferiu seguir o caminho educacional e tornou-se professora. Em entrevistas revela que na infância gostava de brincar na rua, jogar bola, soltar pipa e rodar pião. Cursando o terceiro ano de administração, resolveu deixar os estudos universitários para se dedicar somente a música.
Sua carreira teve início com a participação em festivais do interior do estado: ela pesquisava por lugares onde haveria concursos de música, e viajava sozinha para participar das competições musicais. Algumas ganhou, outras perdeu, mas sempre colecionava troféus musicais. Atuou também como backing vocal de conjuntos de bailes e casas noturnas, estreando na noite carioca ainda sem ser famosa.
Aos 17 anos foi classificada em primeiro lugar no programa "A Grande Chance" (TV Tupi/RJ), interpretando a música "Última Forma". Devido ao sucesso desse programa, assinou com a gravadora RCA, (que posteriormente se transformou em BMG – atualmente Sony Music), pela qual lançaria quase todos os seus discos. Já em 1979 aos 22 anos, despontou na música popular brasileira. Nesta época, já independente, havia saído de casa, e dividia o aluguel de um apartamento em Copacabana com dois amigos seus, também músicos e compositores. Conta em entrevistas que, preparando uma refeição, ouviu pela primeira vez sua voz no rádio, e chorou muito de emoção.
Desde a sua estreia, Joanna optou por cantar e compor nas suas mais variadas tendências, mas seu canto romântico sempre teve destaque maior. Seu timbre de voz suave mas potente para canções românticas sempre fez muito sucesso junto à crítica e ao público, consagrando-a ao longo dos anos como uma das melhores cantoras do país.
Seu primeiro LP gravado foi Nascente, que vendeu oitenta mil cópias e a ele pertence o primeiro grande êxito popular da carreira, a canção "Descaminhos" (parceria sua com Sarah Benchimol). Dentre as músicas de começo de carreira que fizeram estrondoso sucesso pelo país, temos: "Cicatrizes” (Joanna/ Solange Böeke), “Seu Corpo’’(Roberto e Erasmo Carlos) e "Agora" (Gonzaguinha).
Em poucos anos, Joanna consagrou-se como cantora popular romântica, já que este estilo é o mais recorrente na sua carreira. Seu nome de batismo, Maria de Fátima, não agradou o produtor musical que lhe dirigia na época. Ela havia escolhido Fátima Nogueira ou Nina de Fátima, mas havia no mercado musical muitas cantoras com nome de "Fátima", e o mesmo ficou em dúvida entre Joana, Mariana ou Juliana, e perguntou se a artista gostava destes nomes. A cantora gostou dos três, e após um tempo a decidir, optou por Joana, mas para diferenciar, por ser um nome comum, acrescentou mais um N, nascendo assim "Joanna".

## Vida pessoal
Muito discreta, a artista não costuma comentar sobre sua vida particular. Joanna é homossexual assumida desde os anos 1990. Foi casada por mais de vinte anos com sua ex-empresária, Maria Marta Vieira, que dirigia sua carreira. A união durou até 2009. Uma polêmica envolveu seu nome, quando sua ex-companheira a acusou de agressão física. O caso foi parar nos jornais e no 3.º Juizado da Violência Doméstica Contra a Mulher de Jacarepaguá. Joanna enfrentou o processo, tendo que pagar cestas básicas para reverter a pena. Maria Marta revela ter descoberto em 2007 que a cantora a traía com uma empresária de Portugal, e que a relação ficou muito abalada a partir daí. Mesmo após a reconciliação, descobriu outras traições da cantora. Os ciúmes de Maria Marta culminaram numa crise de explosão de Joanna, que a espancou com chutes e socos, e foi fazer um show no dia seguinte. Sua ex-empresária e ex-companheira disse que foi ameaçada de morte pela cantora, e que foi expulsa de casa pela artista. A cantora não quis se pronunciar sobre o caso. Atualmente é vista eventualmente pela mídia acompanhada de mulheres anônimas e famosas, mas não assumiu mais nenhum relacionamento sério. A artista vive sozinha no Rio de Janeiro, e continua a fazer muitos shows pelo Brasil e por diversos países.
Em março de 2020 assumiu estar em um relacionamento sério com a cantora e atriz Karen Keldani, vinte e dois anos mais jovem, que assim como Joanna, é muito católica e canta também músicas religiosas. Ambas já cantaram juntas e participam de projetos musicais.

## Trajetória artística
Em 1979 lançou o disco Nascente que vendeu 80.000 cópias. Nesse ano, gravou o especial Mulher 80 (Rede Globo) com Maria Bethânia, Elis Regina, Fafá de Belém, Zezé Motta, Marina Lima, Simone, Gal Costa, Rita Lee e as atrizes Regina Duarte e Narjara Turetta do seriado Malu Mulher. Joanna cantou "Seu Corpo" e "Cantoras do Rádio" em coletivo.

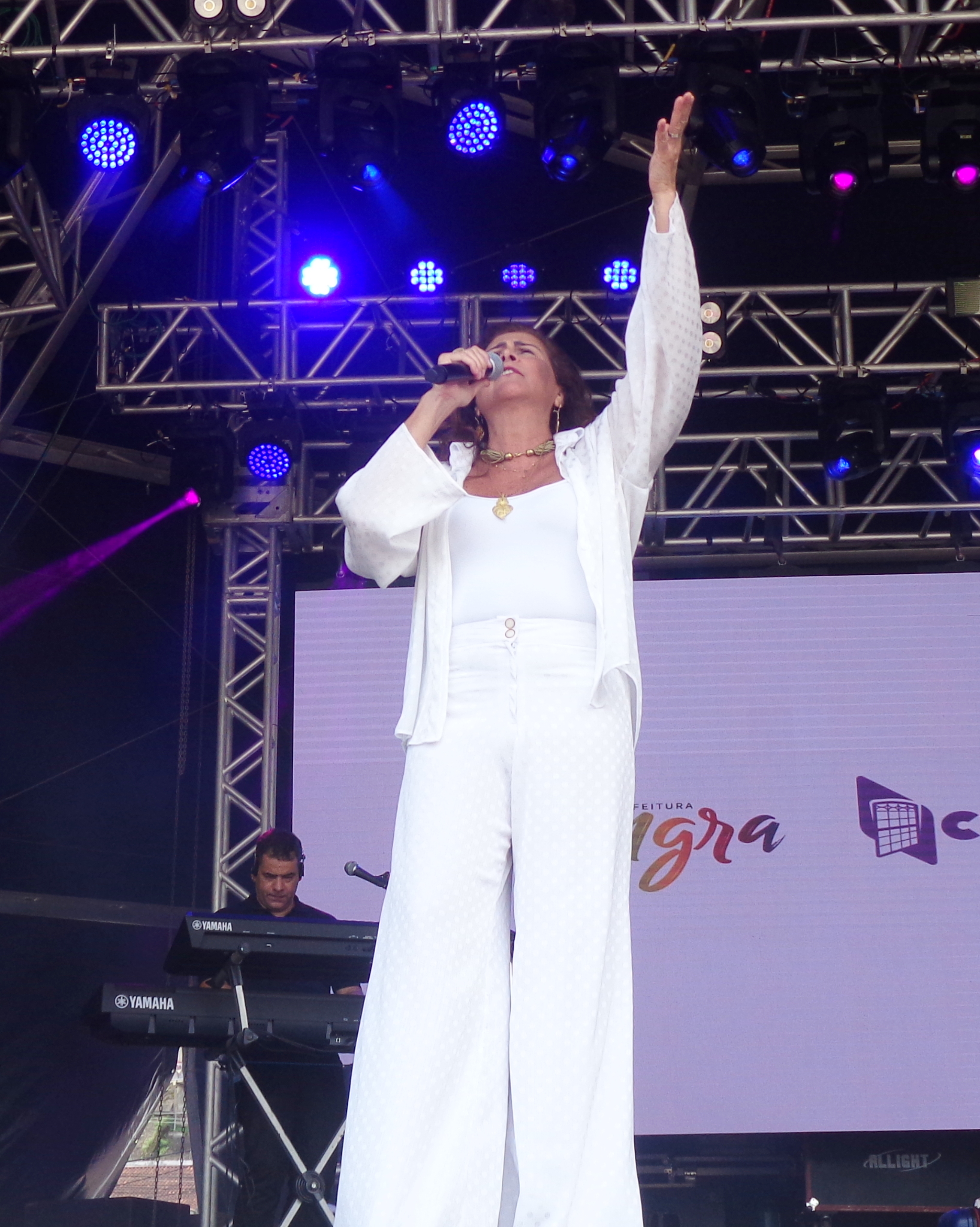
Joanna durante apresentação ao vivo (2022).

Estrela Guia, seu segundo disco, foi lançado em 1980, trazendo grandes sucessos como "Momentos" (Joanna/Sarah Benchimol) e "Quarto de Hotel" (Gonzaguinha). No mesmo ano, teve uma composição sua com Sarah Benchimol intitulada "Loucura" no álbum Cauby! Cauby!, que comemorou os 25 anos de carreira do cantor fluminense.
Segue o álbum Chama (Geraldo Amaral/Aristides Guimarães), em 1981, com destaque para a faixa título, além de "Uma Canção de Amor" (Gonzaguinha), "Decisão", e um marco em sua carreira: a canção feita especialmente para ela por Milton Nascimento e Fernando Brant, "Nos Bailes da Vida".
Vidamor (1982), trouxe como carro chefe o grane sucesso "Vertigem" (Caio Silvio/Graco).
Brilho e Paixão (1983) teve como destaque as faixas "Tua Cara", "Eternamente" e a gravação de um frevo, "Pro Que Der e Vier" (Sivuca/Paulinho Tapajós).
Joanna seria o título de seu disco de 1984, e representou uma grande virada na carreira da artista: com arranjos mais simples, mas caprichada produção, recebeu de presente aquela que se tornaria um dos maiores sucessos de sua carreira desde o surgimento em 1979: a canção "Recado (Meu namorado)", composta por Renato Teixeira, se tornou sucesso nacional, alavancou as vendas do disco e se tornou sucesso nas rádios de Norte a Sul do país. E do mesmo disco ainda se destacou "Espelho" (Joanna/Graco/Geraldo Amaral), tema de abertura da minissérie da Rede Manchete de 1984, intitulada Joana, estrelada por Regina Duarte.
O disco seguinte, de 1985, também se chamou apenas Joanna e trouxe grandes participações especiais, como Sá & Guarabira em "Ribeirão", Gal Costa em "Onde Andarás", Martinho da Vila em "Bom Dia, Minha Flor" e o cantor norte-americano Barry Manilow, que dividiu os vocais na canção "Qualquer Dia (24 Hours a Day)", o grande sucesso do disco. Destaque também para "Canção do Rádio", composição própria da Joanna com seus parceiros habituais Toni Bahia e Tharcísio Rocha.
Participa do projeto Nordeste Já (1985), que abraçou a causa da seca nordestina, unindo 155 vozes num compacto com as canções "Chega de Mágoa" e "Seca d´Água".
O maior sucesso de vendagem foi o disco auto-intitulado Joanna, de 1986, que vendeu cerca de um milhão de cópias. Destacam-se os megahits "Amanhã Talvez" e Um Sonho a Dois (com a participação do grupo Roupa Nova), ambas dos hitmakers da década, Michael Sullivan e Paulo Massadas. Este álbum levou Joanna a turnês pelos países de língua latina, onde alcançou grande sucesso e recebeu vários prêmios. Deste disco, também destacaram-se as canções "Delícia Nua", "Teu Caso Sou Eu", "Sozinha", "Uma Ficha no Arquivo" e "Aconteceu". É o seu disco de maior sucesso em Portugal.
Devido o grande sucesso do disco "Amanhã talvez", resolve não lançar disco em 1987.
Em 1988, seguindo a linha do do disco anterior, lança o quarto disco intitulado apenas Joanna, com outros grandes sucessos, destacando-se "Amor Bandido" e "Promessas", ambas de Sullivan e Massadas; e "Tua Fera" (Carlos Colla).

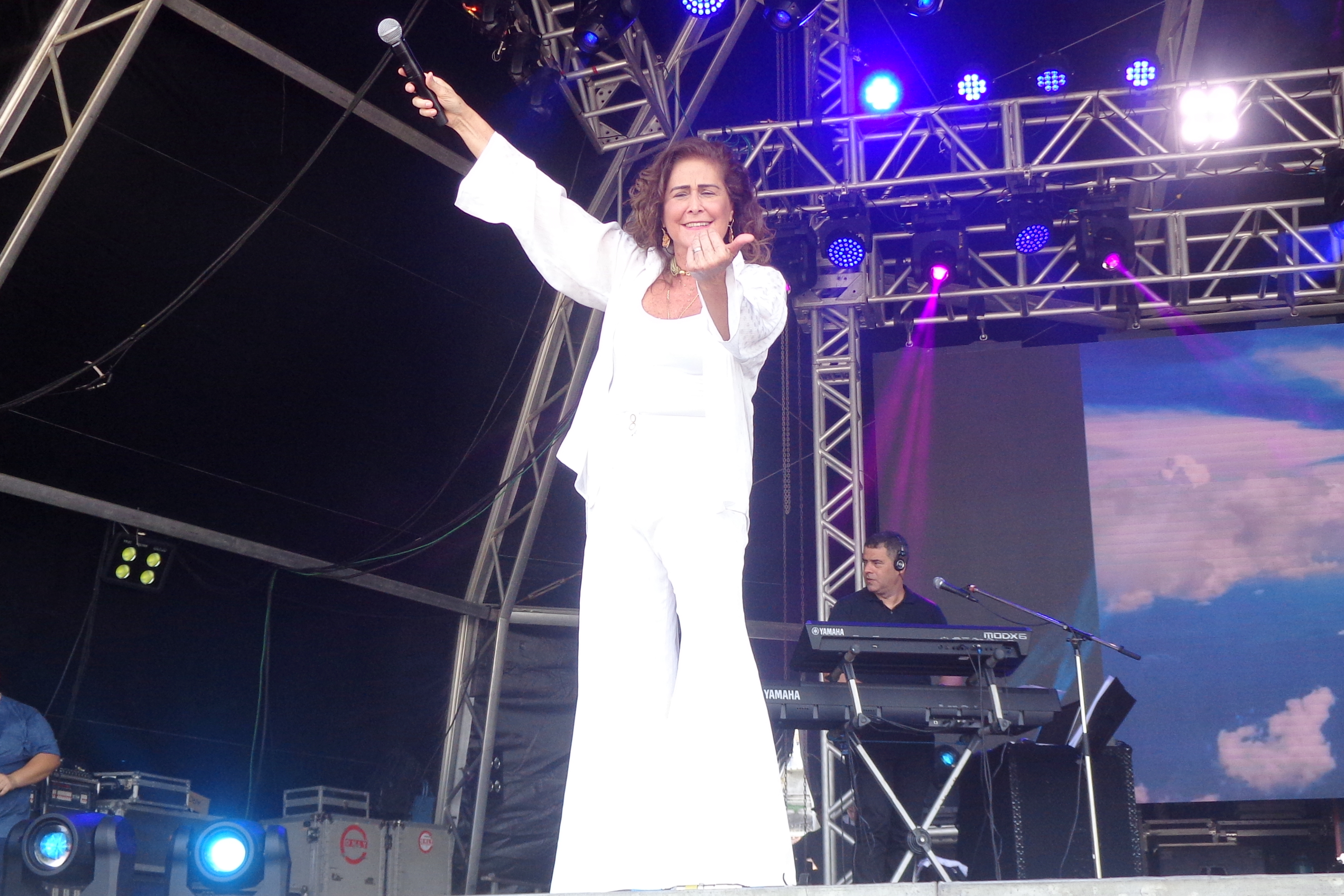
Joanna durante apresentação ao vivo (2022).

No álbum Primaveras e Verões (1989), comemorativo dos 10 anos de carreira, gravou canções de compositores habituais daquela fase e também trouxe uma parceria sua com Cazuza: "Nunca Sofri por Amor".

### Década de 1990
Na década de 1990, deixou o repertório comercial temporariamente de lado e se dedicou a ambiciosos projetos especiais, lançando os discos Joanna canta Lupicínio (1994), um tributo ao compositor Lupicínio Rodrigues que vendeu cerca de 400 mil cópias e Joanna em Samba-canção (1997), que trouxe diversas canções consagradas do gênero. Ambos foram produzidos por Roberto Menescal e este último originou um elogiado espetáculo que obteve excelente aceitação de público e crítica especializada. Prosseguiu com a primeira produção de um álbum totalmente em uma língua estrangeira, Intimidad (1998), no qual interpretou canções consagradas do bolero latino-americano e hispânico. Produzido por Armando Manzanero e gravado totalmente fora do Brasil, este acabou por atingir a marca de 250 mil cópias vendidas.
Lançou os discos Joanna (1991), Alma, Coração e Vida (1993) e Sempre no meu Coração (1995), todos com grande sucesso de vendagem e execução. Inclusive a versão em CD do segundo trouxe duas faixas-bônus: "Água e Vinho" e "Fruto Proibido".
Em 1998 é lançado Intimidad, com versões em espanhol, que recebeu um disco de platina triplo.
20 anos: Ao vivo (1999) foi o disco duplo comemorativo dos 20 anos de carreira que trouxe regravações dos antigos sucessos, trazendo, entre outros, choros e sambas de raiz inéditos. Entre os méritos, aquele contava ser o primeiro disco ao vivo da cantora, cujo maior sucesso foi a inédita "Tô Fazendo Falta", que foi uma das 5 mais tocadas daquele ano. O disco acabou atingindo a marca de 210 mil cópias vendidas. No ano seguinte, o álbum seria relançado numa versão simples pela gravadora Som Livre, que trouxe parte do repertório e ainda a inédita "Nada Sério", regravada depois no disco seguinte.

### Década de 2000
Em 2001, voltou ao repertório mais comercial com o álbum Eu Estou Bem, que mesclou canções inéditas e regravações, investindo numa incursão ao pop. A reedição deste álbum contou com a canção "A Padroeira", tema de abertura da novela homônima, de Walcyr Carrasco.
O álbum Oração foi gravado ao vivo na cidade paulista de Aparecida e rendeu o primeiro DVD da sua carreira. O conceito foi o de uma homenagem a Nossa Senhora Aparecida, por quem nutre uma extrema devoção desde pequena. O disco seguinte, Todo Acústico, trouxe regravações dos antigos sucessos, entre outras canções consagradas nesse formato. O disco contou com as participações especiais de Maria Bethânia, Fagner, Jorge Aragão e do grupo KLB.
Em 2004 comemora os 25 anos de carreira com o disco 25 anos Entre Amigos (Universal Music), e dois anos depois, veio Joanna ao vivo em Portugal, país este onde goza de grande popularidade, lançado pela Som Livre, que é o terceiro álbum ao vivo e o segundo DVD; no repertório, alguns fados e regravações dos antigos sucessos. Em 2007, lançou o álbum Joanna em Pintura Íntima, que novamente rendeu um álbum de vídeo.
Em 2011, lança Em Nome de Jesus — Joanna Interpreta Padre Zezinho.
Em 2017, o cantor Agnaldo Timóteo gravou a composição de Joanna "Loucura" no álbum Obrigado, Cauby, onde apresentou releituras de sucessos do cantor Cauby Peixoto.

## Discografia
- 1979: Nascente - RCA Victor (120.000 cópias) - Disco de Ouro
- 1980: Estrela Guia - RCA Victor (170.000 cópias) -Disco de Ouro
- 1981: Chama - RCA Victor (100.000 cópias) - Disco de Ouro
- 1982: Vidamor - RCA Victor (100.000 cópias) - Disco de Ouro
- 1983: Brilho e paixão' - RCA Victor (150.000 cópias) - Disco de Ouro
- 1984: Joanna - RCA Victor (200.000 cópias) - Disco de Ouro
- 1985: Joanna - RCA Victor (290.000 cópias) - Disco de Platina
- 1986: Joanna - RCA Victor (1.000.000 cópias) - Disco de Platina Triplo
- 1988: Joanna - BMG Ariola (500.000 cópias) - Disco de Platina
- 1989: Primaveras e verões - BMG Ariola (180.000 cópias) - Disco de Ouro
- 1991: Joanna - BMG Ariola (150.000 cópias) - Disco de Ouro
- 1993: Alma, coração e vida - BMG Ariola (150.000 cópias) Disco de Ouro
- 1994: Joanna canta Lupicínio - BMG Ariola (400.000 cópias) - Disco de Platina
- 1995: Sempre no meu coração - BMG Ariola (150.000 cópias) Disco de Ouro
- 1997: Joanna em Samba-Canção - BMG Ariola (250.000 cópias) - Disco de Platina
- 1998: Intimidad (em espanhol) - BMG Ariola (300.000 cópias) - Disco de Platina
- 1999: 20 Anos (ao vivo) - (210.000)BMG Ariola - Disco de Ouro
- 2001: Eu estou bem - BMG Ariola (50.000 cópias)
- 2002: Joanna em Oração (ao vivo) - Sony Music (40.000 cópias)
- 2003: Todo Acústico - Sony Music (30.000 cópias)
- 2004: Joanna 25 anos entre Amigos - Sony Music (40.000 cópias)
- 2006: Joanna ao vivo em Portugal - Universal Music (35.000 cópias)
- 2007: Joanna em Pintura Íntima ao vivo'- Som Livre (30.000 cópias)
- 2011: Em Nome de Jesus - Joanna Interpreta Padre Zezinho - (40.000 cópias)
- 2020: Joanna - Aqui e Agora